# Dagens Juridik
Dagens Juridik är en svensk webbtidning med inriktning mot juridik och rättsväsende. Den uppdateras dagligen och lanserades i maj 2007.
Den innehåller rapportering om lagstiftning, beslut och domar från domstolar och myndigheter samt reportage om aktuella ämnen och intervjuer med jurister.
Tidningen ges ut av Blendow Publishing och har ett redaktionellt samarbete med den juridiska nyhetsbyrån Blendow Lexnova. Redaktionen består av jurister och journalister.

## Chefredaktörer
- Peter Johansson (2007–2010)
- Fredrik Olsson, numera Svärd (2010[4]–2012)
- Stefan Wahlberg (2012–2019)
- Eric Tagesson (2019–)